# Decenija (turneja)
Turneja Decenija je bila prva evropska koncertna turneja srbske folk-pop turbofolk pevke Svetlane Ražnatović - Cece.  To je obenem bila tudi prva pevkina turneja po sedemletnem premoru, kolikor je minilo od zadnje jugoslovanske turneje Fatalna ljubav iz leta 1995. 
Turneja se je začela 6. aprila leta 2002, s "poskusnim" koncertom v srbski vasici Žitorađe, v kateri je pevka preživela svoje otroštvo. Turneja se je zaključila 27. junija istega leta, z velikim koncertom v bosanskem mestu Banja Luka. 
Najbolj množičen koncert se je zgodil na beograjskem stadionu Marakana, na katerem se je zbralo med 70 in 80 tisoč ljudi.  Več kot triurni koncert je v živo predvajal Pink TV, o koncertu pa so poročali tudi vsi večji svetovni mediji.   
Ceca je na turneji promovirala album z naslovom Decenija, ki je bila objavljen oktobra leta 2001.  
Pevka je v okviru turneje obiskala sedem evropskih držav, v katerih je imela skupno devet koncertov. 

## Napoved turneje
Ceca je decembra leta 2001 razkrila, da obstaja možnost, da bo v naslednjem letu organizirala veliko evropsko turnejo.  Pevka je konkretne načrte o svoji prvi evropski turneji razkrila januarja leta 2002, tri mesece po objavi albuma Decenija. V oddaji U gostima kod... na Jesenjin TV je napovedala koncerte v Avstriji, Nemčiji in Švici.  Istočasno je napovedala tudi veliki koncert na beograjskem stadionu Marakana.  Ceca je februarja leta 2002 razkrila, da bo koncert v Beogradu 15. junija. 

## Seznam koncertov
| Datum          | Mesto      | Država               | Lokacija koncerta                 | Štev. obiskovalcev |
| -------------- | ---------- | -------------------- | --------------------------------- | ------------------ |
| 6. april 2002  | Žitorađa   | Srbija               | Hala sportova                     | N/A                |
| 13. april 2002 | Dunaj      | Avstrija             | Gasometer                         | 3.000              |
| 20. april 2002 | Stuttgart  | Nemčija              | Glaspalast Sindelfingen           | N/A                |
| 26. april 2002 | Oberhausen | Nemčija              | König-Pilsener-Arena              | N/A                |
| 11. maj 2002   | Stockholm  | Švedska              | Globe arena                       | 3.000              |
| 18. maj 2002   | Pariz      | Francija             | Espance Jean Monnet               | 4.500              |
| 8. junij 2002  | Zürich     | Švica                | Stadion Schluefweg Zentrum Kloten | N/A                |
| 15. junij 2002 | Beograd    | Srbija               | Stadion Rajko Mitić               | 70 - 80.000        |
| 27. junij 2002 | Banja Luka | Bosna in Hercegovina | Stadion NK Borac                  | 20.000+            |

## Repertoar
| Štev. | Pesem                         | Album                     |
| ----- | ----------------------------- | ------------------------- |
| 1     | Isuse                         | Emotivna luda             |
| 2     | Zaboravi                      | Šta je to u tvojim venama |
| 3     | Ja još spavam u tvojoj majici | Ja još spavam             |
| 4     | Volela sam te                 | Ja još spavam             |
| 5     | Volela sam, volela            | Fatalna ljubav            |
| 6     | Lepotan                       | Ludo srce                 |
| 7     | Pustite me da ga vidim        | Ceca (glasbeni album)     |
| 8     | Vazduh koji dišem             | Ja još spavam             |
| 9     | Nije monotonija               | Fatalna ljubav            |
| 10    | Maskarada                     | Maskarada                 |
| 11    | Neću da budem ko mašina       | Ja još spavam             |
| 12    | Ko na grani jabuka (duet)     | Ceca hitovi               |
| 13    | Neodoljiv-neumoljiv           | Emotivna luda             |
| 14    | Kad bi bio ranjen             | Emotivna luda             |
| 15    | Nagovori                      | Maskarada                 |
| 16    | Kuda idu ostavljene devojke   | Ja još spavam             |
| 17    | Crni sneg (duet)              | Ceca 2000                 |
| 18    | Idi dok si mlad               | Fatalna ljubav            |
| 19    | Oproštajna večera             | Ceca 2000                 |
| 20    | Doktor                        | Emotivna luda             |
| 21    | Mrtvo more                    | Emotivna luda             |
| 22    | Beograd                       | Fatalna ljubav            |
| 23    | Dokaz                         | Ceca 2000                 |
| 24    | Kukavica                      | Šta je to u tvojim venama |
| 25    | Nevaljala                     | Maskarada                 |
| 26    | Crveno                        | Ceca 2000                 |
| 27    | Votka sa utehom               | Ceca 2000                 |
| 28    | Zabranjeni grad               | Decenija                  |
| 29    | Brže, brže                    | Decenija                  |
| 30    | Zadržaću pravo                | Decenija                  |
| 31    | Bruka                         | Decenija                  |
| 32    | Tačno je                      | Decenija                  |
| 33    | Dragane moj                   | Decenija                  |
| 34    | 39,2                          | Decenija                  |
| 35    | Đurđevdan je...               | Ljudska pesem             |
| 36    | Lepotan                       | Ludo srce                 |
| 37    | Beograd                       | Fatalna ljubav            |

*Repertoar beograjskega koncerta (15.6.2002) 

## Ostale informacije
- Organizator turneje: Music Star Production [16]
- Producent turneje: Raka Marić

## Dogodki na turneji
- Nekateri bošnjaški nasprotniki so želeli preprečiti celotno turnejo, zato so pošiljali dopise številnim ambasadam v Evropi, s prošnjo naj prepovedo Cecine koncerte v njihovih državah.
- Ceca je s koncertom v Banja Luki postavila rekord obiskanosti stadiona NK Borac. [17]
- Posebna gosta na koncertu v Beogradu sta bila pevca Željko Šašić in Aca Lukas. [2]